# Metal Gear Solid 3: Snake Eater
Metal Gear Solid 3: Snake Eater (メタルギアソリッド3 スネークイーター, Metaru Gia Soriddo Surī Sunēku Ītā, comunament abreviat com a MGS3) és un videojoc d'acció, aventura i infiltració dirigit per Hideo Kojima i produït per la subsidiària Konami Computer Entertainment Japan per a la consola PlayStation 2. El joc va sortir al mercat el 17 de novembre de 2004 a l'Amèrica del Nord, el 16 de desembre de 2004 al Japó; el 4 de març de 2005 a Europa i el 17 de març de 2005 a Austràlia. El joc és com una preqüela per a tota la sèrie de Metal Gear, i va ser seguit de quatre seqüeles directes: Metal Gear Solid: Portable Ops, Metal Gear Solid: Peace Walker, Metal Gear Solid V: Ground Zeroes, i Metal Gear Solid V: The Phantom Pain. Per a l'agost del 2005 es va registrar que Metal Gear Solid 3:Snake Eater, s'hauria convertit en un èxit en vendes amb un total de 3,6 milions de còpies venudes en aquell moment. Mentre que en 2014 les vendes totals del joc haurien superat els 6 milions d'unitats.
El joc es desenvolupa en la Unió Soviètica durant la Guerra Freda. La història de Snake Eater té per protagonista a un espia estatunidenc codificat com Naked Snake, la missió del qual és rescatar a un científic desertor soviètic, destruir una arma militar experimental i assassinar la seva antiga mentora. A diferència de les seves preqüeles, ambientades en ambients urbans, Snake Eater es desenvolupa en un entorn selvàtic en les jungles de la Unió Soviètica. Els elements tecnològics i futuristes de lliuraments anteriors van ser substituïts per la naturalesa i la intempèrie. Encara que l'entorn del joc canvia, la seva premissa principal basada en l'espionatge i la infiltració, retenint el seu sentit de l'humor autoreferencial. La història de Snake Eater és narrada a través de nombroses cinemàtiques i converses via ràdio.

## Jugabilitat

Snake utilitza el camuflatge per no ser detectat. El "índex de camuflatge" es pot veure a la part superior dreta.

La mecànica de joc de Snake Eater és similar a la de jocs anteriors de la sèrie de Metal Gear Solid. Snake, controlat pel jugador, ha de travessar espais i llocs plens d'enemics sense ser detectat. Encara que Snake pot trobar armes de divers calibre, la premissa principal del joc és actuar amb sigil i evitar les confrontacions. A mesura que el joc avança, Snake pot trobar objectes i dispositius que poden ajudar-lo a mantenir-se ocult, com els detectors de moviment per rastrejar soldats enemics i la tradicional caixa de cartró de la sèrie Metal Gear utilitzada per evitar el contacte visual.
Malgrat la similituds esmentades anteriorment, Snake Eater introdueix nous aspectes de joc mai abans vists en títols anteriors de Metal Gear, tals com l'ús de diversos uniformes amb patrons de camuflatge militar, Sistema de Combat Cos a Cos (CQC), un indicador de resistència (o stamina) i un sistema de farmaciola per a l'automedicació i tractament de ferides.
Aproximadament dos terços del joc estan ambientats a la intempèrie, en la selves de la Unió Soviètica, per tant, el jugador haurà d'aprendre a mimetitzar-se amb l'ambient que l'envolta per sortir airós. En aquest tipus d'entorn, es fa molta èmfasi en l'ús de camuflatge i de l'ambient circumdant (per exemple, escalar arbres i amagar-se en la grama alta) per evitar ser vist per l'enemic. El Radar Avançat vist en jocs anteriors va ser substituït per un senzill detector de moviment i un sistema de sonar, tots dos ajustats al període que esdevé el joc.
L'efectivitat del camuflatge utilitzat pot veure's a través d'un indicador anomenat "Índex de Camuflatge", capaç de mesurar com d'exposat es troba Snake en una escala que va d'un 0% a un 100%. Per exemple, si el jugador utilitza un patró de camuflatge per a neu en un ambient desèrtic, el nivell d'evasió serà d'un 0%. Ara bé, si el jugador utilitza un camuflatge Woodland o verd olivera en un ambient selvàtic, l'evasió augmentés a un 90% o més. El jugador pot complementar l'ús dels uniformes camuflats amb pintura facial per augmentar l'evasió.També es pot aconseguir un cap fals de gavial per disminuir les possibilitats de ser detectat estant en l'aigua.
El sistema de Combat Bàsic de jocs anteriors va ser redissenyat convertint-ho en el Sistema CQC de combat cos a cos. Estant desarmat o sostenint una arma simple, Snake pot agafar oponents i aplicar-los una clau al coll. una vegada fet això, el jugador pot executar diverses accions, com deixar a l'enemic inconscient, usar-ho com a escut humà, tallar-li la gola, o interrogar-lo a punta de ganivet per obtenir informació. la situació, la pressió aplicada al botó i el moviment realitzat pel jugador determinessin l'acció a executar-se.
Jocs anteriors de la sèrie Metal Gear es limitaven a utilitzar una simple Barra de Salut. En Snake Eater la Barra de Salut hi té adjacent una Barra de Resistència que li permet al jugador rastrejar qualsevol lesió que Snake pugui tenir en el seu cos. Per exemple, una gran caiguda pot fracturar la cama de Snake, disminuint la seva capacitat per caminar fins que sigui tractada amb una fèrula i embenats. Si aquestes lesions no són tractades, Snake no podrà recuperar la seva salut durant un temps.
En ocasions, Snake dependrà de la flora i fauna local per poder sobreviure. Accions com córrer, ajupir-se o escalar, reduiran la Barra de Resistència, disminuint la seva capacitat de resposta per a algunes accions, com apuntar de forma precisa, o córrer. Per restaurar l'energia perduda, Snake pot menjar animals i fruites, els quals, poden guardar-se per ser ingerits més tard. No obstant això, aquests aliments en ser guardats poden podrir-se, i consumir-los danyats pot afectar la salut de Snake, disminuint la Barra de resistència.
Les versions de Snake Eater per PlayStation 2 inclouen un minijoc anomenat Snake vs. Monkey, on Snake ha d'atrapar micos similars als del joc Ape Escape. A més a més, diversos objectes utilitzats en el joc principal poden ser desbloquejats mentre s'avança en el minijuoc. De forma similar, Ape Escape 3 inclou un mode de joc anomenat Mesal Gear Solid: Snake Escape en el qual el jugador controla a un mico anomenat Snake.

### Armes i equipament

#### Armament
- Ganivet: Per al combat cos a cos
- Mk22: Una pistola de dards sedants utilitzada per Snake en la Missió Virtuosa
- M1911: Una pistola semiautomàtica utilitzada en diverses guerres des del començament del Segle XX
- Colt Single Action Army: Revòlver el qual utilitza Ocelot, a més del jugador. Famós per ser utilitzat en el Salvatge Oest
- Skorpion vz. 61: Un subfusell txec bastant útil
- AK-47: Famós fusell d'assalt soviètic. utilitzat per la majoria dels enemics.
- XM16E1: Prototip nord-americà del que en un futur seria el Fusell M16.
- SVD: Rifle de franctirador soviètic molt precís. S'utilitza contra The End.
- Mosin-Nagant: Rifle de franctirador de The End el qual s'obtyé després de derrotar-lo.
- M63: Metralladora lleugera la qual s'utilitza en la persecució final del joc.
- RPG-7: Un llançacoets rus el qual s'utilitza contra el Shagohod.
- Ithaca 37: Una escopeta retallada molt potent però bastant sorollosa.
- Patriot: Una arma dissenyada sobre la base d'un fusell M16, usada per The Boss en el seu combat contra Snake. el seu carregador té el símbol d'infinit.

#### Equip
- Caixa:Serveix per amagar-se, sorprendre als enemics o, depenent del tipus, muntar en camions i viatjar per la base.
- Ració: És bàsicament una ració de menjar que regenera la vida (LIFE).
- Píndola de la falsa mort: És un medicament el qual s'ingereix per fingir la mort de Snake. Així els enemics s'apropen i podem sorprendre'ls una vegada que prenguem l'antídot.
- Detector de mines: Troba les mines
- Ulleres de visió nocturna: Per veure en la foscor
- Ulleres tèrmiques: Per trobar mines, infrarojos, enemics ocults rera de murs o enemics amb el camuflatge òptic.

### CQC
La visibilitat en la jungla és escassa, en ocasions poden sorgir enemics sense previ avís. En aquests casos és preferible usar la tècnica de combat cos a cos (Close Quarters Combat), en comptes d'una arma convencional. Snake és capaç de subjectar la seva pistola en una mà i el seu ganivet a l'altra, d'aquesta forma, durant el combat directe amb l'enemic pot alternar ràpidament entre una arma i una altra. Gràcies a la tècnica CQC, es pot subjectar i llançar al terra a un enemic, utilitzar-lo com a escut humà, o amenaçar-li per treure-li informació, municions o racions. Aquesta tècnica existeix en la vida real i és ensenyat en algunes forces especials, el CQC permet enfrontar-se a diversos enemics que estiguin a prop.

### Postures i moviments
La forma d'avançar també afecta al desenvolupament de la missió, per exemple, en córrer per la selva, es fa soroll en trepitjar les fulles, cridant l'atenció dels enemics. També es poden deixar petjades en passar per zones pantanoses o humides. Per evitar això, el jugador disposa d'una sèrie de postures i moviments per adaptar-se a les circumstàncies. Existeixen tres postures bàsiques: dempeus, ajupit i tombat. I cinc moviments bàsics: córrer, caminar, aguaitar, gatejar i aguaitar tombat.

### Especificacions exclusives per a Europa
Després de passar pels mercats asiàtics i nord-americans, les versions dels videojocs solen arribar a Europa amb notables millores i continguts addicionals. En el cas de Metal Gear Solid 3 "Subsistance" inclou pintures facials addicionals amb les banderes de diversos països; el Teatre Demo, en el qual es poden visualitzar totes les escenes que es desbloquegin durant el joc, les que no s'han vist apareixen com a diapositives verges, el jugador pot triar l'aspecte de Snake depenent de les pintures i uniformes que hagi obtingut; s'inclou també el Mode Duel, l'usuari pot enfrontar-se directament als adversaris principals del joc, se li agrega un nou sistema de càmera lliure amb la qual es pot veure i moure lliurement la càmera a diferència dels lliuraments anteriors; el mode european extreme, un mode de dificultat en el qual la partida acaba quan Snake és advertit per l'enemic i finalment, s'afegeixen noves missions Snake contra Mono.

### Pintures facials i Camuflatges
La clau per poder avançar en Metal Gear Solid 3 és camuflar-se en l'entorn amb uniformes i pintures facials de tot tipus, de la combinació d'ambdues sorgeix un indicador del percentatge, com més gran sigui, més difícil els resulta als enemics veure Snake. A més existeix la possibilitat de descarregar noves pintures i uniformes de la xarxa.

## Argument

### Personatges
| Personatges         | Doblatge anglès     | Doblatge japonès |
| ------------------- | ------------------- | ---------------- |
| Naked Snake         | David Hayter        | Akio Ōtsuka      |
| The Boss / Voyevoda | Lori Alan           | Kikuko Inoue     |
| Ocelot              | Josh Keaton         | Takumi Yamazaki  |
| EVA / Tatyana       | Suzetta Miñet       | Missa Watanabe   |
| Mayor Zero          | Jim Piddock         | Banjō Ginga      |
| Para-Medic          | Heather Halley      | Houko Kuwashima  |
| Sigint              | James C. Mathis III | Keiji Fujiwara   |
| Coronel Volgin      | Neil Ross           | Kenji Utsumi     |
| Sokolov             | Brian Cummings      | Naoki Tatsuta    |
| The Pain            | Gregg Berger        | Hisao Egawa      |
| The Fear            | Michael Bell        | Kazumi Tanaka    |
| The End             | Grant Albrecth      | Osamu Saka       |
| The Fury            | Richard Doyle       | Takeshi Endo     |
| The Sorrow          | David A. Thomas     | Yukitoshi Hori   |
| Granin              | Jim Ward            | Takeshi Aono     |
| Roy Campbell        | Paul Eiding         |                  |

El protagonista de Snake Eater és Naked Snake, (conegut com Big Boss al final del joc, i en jocs posteriors) un ex-Boina Verda adscrit a la CIA. Durant la seva missió, Snake és assistit per un equip de professionals compost pel Major Zero ex-membre del servei aeri especial britànic, que assisteix a Snake en quant a tàctiques de combat, Para-Medic, que li dona informació sobre la flora i la fauna i Sigint, que li dona a Snake informació sobre armes i equipament.
Els principals antagonistes del joc són el Coronel Volgin, membre de la facció Brezhnev que busca enderrocar a Nikita Khrusxov en favor de Leonid Bréjnev i Aleksei Kossiguin, i The Boss la soldat llegendària que va entrenar a Snake i que va fer d'ell un soldat d'elit. a més, també aquesta la unitat Unitat Cobra, un equip militar especial dirigit per The Boss. El mateix està compost per The End un venerable i expert franctirador, acreditat com el pare del franctiradors moderns The Fear caracteritzat per la seva agilitat i flexibilitat sobrehumanes i mestre del camuflatge, The Fury, un desfigurat cosmonauta armat amb un propulsor i llançaflames; The Pain, que pot controlar vespons i usar-los per defensar-se i a atacar enemics i i The Sorrow, el fantasma d'un soldat i mèdium ja mort.
Altres personatges són Sokolov, un científic armamentista que Naked Snake ha de rescatar; EVA, companya sentimental de Snake i espia desertora americana enviada per ajudar-lo i el jove Ocelot, comandant de la Unitat Ocelot del GRU. El joc també mostra referències hilarants a jocs anteriors de la franquícia: Raikov, l'amant de Volgin és una paròdia a l'aparença de Raiden, protagonista de Metal Gear Solid 2: Sons of Liberty. també apareix l'avi de l'incompetent i incontinent Johnny Sasaki, que apareix en el joc com un guàrdia de cel·la.

### LaMissió Virtuosa

Emblema del GRU, cos a què pertany Revolver Ocelot.

El joc s'ambienta l'any 1964, sent aquest una protoseqüela dels jocs anteriors de la saga. L'acció es desenvolupa entorn d'un agent especial de la CIA, que el seu nom codi és Naked Snake (serp nua), que combina les habilitats d'un espia i d'un soldat, la missió del qual és infiltrar-se en un laboratori de desenvolupament d'armes, en l'antiga URSS, per a rescatar a un científic armamentista anomenat Sokolov que posseeix informació vital sobre una nova arma que amenaça destruir la fràgil pau que es va donar entre els Estats Units i Rússia durant la Guerra Freda.
El veritable protagonista del joc no és el Solid Snake que tot seguidor de la saga coneix sinó en Big Boss, el "pare de l'Snake" a partir del qual va ser clonat. Es tracta d'una protoseqüela al més pur estil dels tres últims lliuraments de Star Wars.
El Metal Gear Solid 3 se situa durant la Guerra Freda el 1964, on en Naked Snake és manat a les selves de la Unió Soviètica. Ajudat per ràdio per en Major Zero, per Para-Medic, per Sigint, i pel seu antiga mentora The Boss, la seva missió és rescatar a un científic rus anomenat Sokolov, que desenvolupa secretament un tanc avançat anomenat Shagohod. Snake és manat cap a territori rus i la missió va llisament fins que la trama s'embulla en el moment que el Cap El Coronel Volgin dispara un Davy Crockett, un morter amb cap nuclear miniatura dintre de territori soviètic. Abans d'aquest fet, Sokolov és capturat per la Cobra Unit (Unitat Cobra) conformat per The Sorrow aquest té el poder de comunicar-se amb els morts i obtenir d'ells informació, The Fear expert en paranys, camuflatge i verins altament toxicos, The Fury aquest té el poder de controlar el Foc, The Pain que controla tot tipus d'abelles, The End qui és tot un mestre en tècniques de franctirador, i per acabar, The Boss, té una tècnica de combat extremadament bona anomenada CQC que desenvolupa al costat de l'Snake. The Boss deserta de l'exèrcit americà i com a mostra de lleialtat a Volgin li lliura un Davy Crockett. En ser capturat Sokolov per la Cobra Unit (Unitat Cobra), Snake és ferit en un enfrontament amb The Boss, permetent a Volgin escapar juntament amb el Shagohod. Volgin detona el Davy Crockett complicant les coses que separaven a la Guerra Freda d'una Guerra Nuclear.
En una conferència secreta entre el President dels EUA i el primer ministre soviètic, un tracte és ofert pels americans per a demostrar la seva innocència i restaurar la pau. Els Estats Units concorden a parar la facció del renegat Volgin, destruir el Shagohod robat i eliminar a la desertora Americana, The Boss.
Una setmana després que sigui rescatat de la regió, Snake (Big Boss) és enviat cap a la selva russa com a part de l'Operació Snake Eater, per a complir les promeses dels Estats Units. Durant la missió, ell guanya l'ajuda de l'altre desertor americà, ex-agent de la NSA EVA, que va desertar cap a uns 4 anys enrere. Després de nombroses trobades amb la Unitat d'elit d'Ocelot (dirigit per Revolver Ocelot), i derrotar a cada membre de la Unitat Cobra, Snake aconsegueix localitzar Sokolov i el Shagohod robat, només per a ser capturat a la fortalesa militar de Volgin, Groznyj Grad. En aquest lloc Volgin assassina a Sokolov i tortura a Snake para saber com era la seva missió, però per atzar de la destinació surt amb vida d'aquesta sessió en la qual perd l'ull dret. Snake escapa de la presó de Groznyj Grad i es reuneix amb EVA, qui li torna les seves armes i un altre equip.
Quan ell torna al complex per a destruir el Shagohod, Snake coneix El Llegat dels Filòsofs (The Philopher's Legacy), que és una organització d'"Il·luminats" que controlen el món darrere de les escenes i fet dels homes més poderosos als Estats Units, la Unió Soviètica i la Xina. No obstant això, després de la fi de la segona Guerra mundial, ells van començar a lluitar entre si mateixos, i l'organització es va veure trencada. Els diners ($100.000 milions) que havien reunit per a finançar les seves guerres, es va anomenar el Llegat de Filòsofs. Aquests diners van ser dividits i amagats en bancs per tot el món. Volgin havia heretat il·legalment aquests diners, i Snake s'adona que els EUA procuren recuperar-los.
Snake continua la seva missió, destruint el complex i el tanc de Shagohod, i la matança de Volgin. Snake i EVA escapen a un llac, on un vehicle d'efecte de sòl (WIG) és amagat. Abans que ells ho utilitzessin per a escapar de la regió, Snake confronta el seu antic mentor, The Boss, a qui ell ha de matar per a completar la seva missió. Després d'una batalla emocional, Snake venç els seus sentiments i la derrota. Després de ser derrotada The Boss, li lliura un microfilm amb les dades del Llegat dels Filòsofs així com una arma que es denomina "The Patriot" (La Patriota). Snake i EVA escapen a Alaska, i passen la nit junts. Durant la nit EVA li roba el Llegat i desapareix, deixant-li una cinta en la qual revela ser un espia xinesa que van manar a robar el Llegat de Filòsofs per la Xina. La cinta continua, i EVA revela que The Boss va desertar no a la Unió Soviètica, més aviat ella va estar sota ordres de fingir que desertava i per a poder infiltrar-se en els graus de Volgin, i trobar la ubicació del Llegat dels Filòsofs. Però per a poder tenir èxit en la seva missió hauria de sacrificar el seu honor i morir a les mans de Snake com una traïdora, per a demostrar la innocència dels EUA en l'atac nuclear del principi del joc.

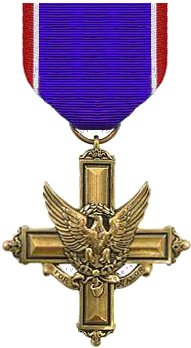
Creu pels Serveis distingits, la medalla que Snake va rebre en complir la seva missió.

A l'Snake li és concedit el títol de "Big Boss" pels seus esforços. Després, ell arriba a un cementiri militar immens i visita una tomba anònima que resulta ser la tomba de The Boss. Snake deixa "The Patriot" i un ram de lliris sobre la làpida anònima, i mentre ell escodrinya les files interminables de tombes, fa les salutacions, i solta una llàgrima solitària.
Després acabats els crèdits s'escolta una veu que resulta ser la de Revolver Ocelot en la qual li comunica amb el Cap de la KGB i li informa del resultat de tots els esdeveniments ocorreguts. En acabar això, Ocelot torna a fer altra una trucada per a comunicar-se amb el Director en Cap de la CIA, i li informa a ell també de tot el que ha succeït i a més li indica que el microfilm que tenen els xinesos és fals, perquè té el veritable. I li comenta d'un revolucionari sistema de llançament de caps nuclears (el qual s'usés en el Metal Gear Solid).

## Desenvolupament
Originalment el joc va ser pensat per ser llançat per a PlayStation 3, No obstant això, aquesta consola va sofrir retards per sortir al mercat, fent que el joc fos llançat per la PlayStation 2. Des del principi, el director del joc Hideo Kojima volia que Snake Eater tingués una ambientació diferent presentada en jocs anteriors. Kojima va afirmar que una aventura en un ambient selvàtic era enyorat tant pels fans de Metal Gear com pel seu equip de producció. No obstant això, Kojima sabia que reproduir elements d'ambient selvàtic (com el clima, paisatges relleu, animals) presentarien problemes durant el procés de desenvolupament del joc. En jocs anteriors de Metal Gear, el jugador començava la missió prop de la base enemiga, o estant ja dins de la mateixa. Kojima volia que Snake Eater fos més realista, amb Snake començant la missió lluny de la civilització i havent d'obrir-se pas fins a arribar fins a les instal·lacions de l'enemic.
Kojima també va comentar que els ambients exteriors van ser difícils de crear. També va explicar, que jocs anteriors de Metal Gear tenien com a escenari espais interiors perquè les consoles de l'època no tenien potència suficient per reproduir un ambient selvàtic. En contrast amb espais urbans, la jungla no té superfície plana. En Snake Eater, el protagonista ha de desplaçar-se a través de terrenys accidentats, incloent roques, monticles de terra, llot, fangars i soques. Com a resultat, el motor gràfic Collision Engine utilitzat en joc anteriors no va poder ser utilitzat i l'equip va haver de desenvolupar un millorat des de zero.
Molts fanàtics volien que Snake Eater tingués una càmera 3D, però aquest detall no va ser implementat en el joc. Per al director Hideo Kojima, Metal Gear Solid, Sons of Liberty i Snake Eater són com una espècie de trilogia, i va voler que la càmera es mantingués igual que en jocs anteriors perquè els tres jocs es mantingués igual. No obstant això, Kojima va reconèixer que les Càmeres 3D es van convertir en una tendència en els videojocs. La càmera actualitzada va ser posteriorment utilitzada en una versió millorada del joc titulada com Metal Gear Solid 3: Subsistence, i en títols posteriors de la franquícia.
Kojima va dissenyar les batalles amb enemics finals de Snake Eater de tal forma que aquestes fossin totalment diferents a les vistes en qualsevol altre joc, tant de la franquícia com pels novells. Kojima també va comentar que la batalla amb l'ancià franctirador The End és l'exemple que millor representa la lliure i oberta mecànica de joc que Snake Eater posseeix. La baralla amb The End té lloc en una extensa àrea de densa jungla i el jugador ha de buscar extensament per The End, el qual ataca distantment des de posicions desconegudes. Aquesta batalla de desgast pot durar hores, i contrasta amb altres baralles on l'enemic es manté enfront del jugador tot el temps. A més, el jugador té l'opció d'evitar aquesta batalla matant a The End molt abans de trobar-lo en el bosc. També el jugador pot el vèncer desant el joc durant el combat, deixar-ho estar una setmana i un dia (8 dies), i carregar la partida, una vegada fet això el jugador es troba The End mort per la seva avançada edat. Kojima va comentar que característiques com aquestes no es veuen en cap altre videojoc.

### Música
La Banda sonora de Snake Eater va ser composta per Harry Gregson-Williams i Norihiko Hibino, el qual, va facilitar material tant per a les cinemàtiques com per al propi joc. Hibino també va escriure la lletra de la cançó Snake Eater, un distintiu tema musical a l'estil James Bond interpretat per la cantant Cinthya Harrell i que serveix com el tema titular del joc. La cançó també sona durant alguns escenaris del mateix. El compositor i liricista Rika Muranaka va facilitar una cançó titulada "Don't Be Afraid", la qual és tocada durant el final del joc. Aquesta és interpretada per la cantant Elisa Fiorillo.
Trencant amb els costums, un dels temes de clausura triats per al joc no va ser creat per l'equip de producció. De fet, l'equip va seleccionar la cançó "Way To Fall", interpretada pel grup musical britànic Starsailor. Posteriorment Hideo Kojima va revelar que al principi pensava usar les cançons "Space Oddity" i "Ashes to Ashes" (de David Bowie) com a tema de clausura a causa del tema de desenvolupament espacial del joc, però aquests temes van perdre importància durant la producció. Un dels seus col·legues li va mostrar el tema Stellastarr*, però a Kojima li va agradar el de Starsailor. A Kojima li va agradar molt la cançó "Way To Fall" i la va escollir com a tema de clausura.

## Rebuda
Snake Eater va ser un èxit comercial i va vendre 3,6 milions de còpies a tot el món a l'agost del 2005. Va ser considerablement inferior a Metal Gear Solid 2: Sons of Liberty, que havia venut 7 milions d’exemplars. Les vendes de Snake Eater es van augmentar a més de 3,7 milions en setembre de 2005, i més de quatre milions d’unitats venudes a tot el món en 2010. Al Japó, Subsistence va vendre 133.339 exemplars i Snake Eater 3D va vendre 79.284 exemplars.

### Crítica
Metal Gear Solid 3: Snake Eater va ser aclamat per la crítica i alguns dels crítics de joc més destacats van obtenir altes puntuacions. A l'agregador de revisions GameRankings, el joc té una puntuació mitjana del 92% basada en 86 comentaris. A Metacritic, el joc va tenir una puntuació mitjana de 91/100, basat en 68 comentaris. El lloc web sobre videojocs IGN va atorgar un 9,6/10 i Edge en 8/10. GameSpot, que va concedir un 8.7/10, va comentar que el joc és "ricament cinematogràfic" i "un gran èxit." GameSpy el va elogiar com "probablement el millor Metal Gear Solid", i Eurogamer el va anomenar "aclaparadorament superior a MGS2: Sons of Liberty" en la seva revisió.
Els crítics estaven satisfets amb el nou protagonista, Naked Snake—que s’assembla molt al protagonista de la sèrie Solid Snake—després que els fans estiguessin decebuts per Raiden a MGS2. Alguns crítics, van observar els llargs diàlegs i la multitud de girs argumentals a Sons of Liberty van perjudicar l'experiència del joc ja que van observar que la trama de Snake Eater un plaent retrocés cap al Metal Gear Solid original, amb menys de la "balbuceia filosòfica" present in Sons of Liberty.
Els crítics tenien opinions mixtes sobre el sistema de camuflatge del joc. Edge va comentar "estirat, camuflat, a poca herba a uns centímetres d’un enemic patrullador, és un gir agressiu" mentre que GameSpy ho criticava "només un número per controlar i no un de molt interessant." De la varietat de noves funcions, GameSpot va comentar "la més important i millor implementada." El joc també ha estat criticat per la seva baixa taxa de refresc, que s'ha reduït a 30 fotogrames per segon (en comparació amb 60 fotogrames per segon a Sons of Liberty).
Les escenes cinemàtiques de Snake Eater han estat anomenats "visualment emocionants i evocadores, molt ben presentades" per Edge. No obstant això, van comentar que el guió "va des de incòmoda a terrible" i van criticar l'actuació de David Hayter com a Snake, concloent que la conversació de "Snake Eater' no està a l'altura de l'estàndard d'altres jocs, i menys del cinema." GameSpot va dir que part de l'humor "cau de moda, com si es perdés en la traducció del japonès" i "hauria d'atraure... fans hardcore però... et treu del moment."

### Premis

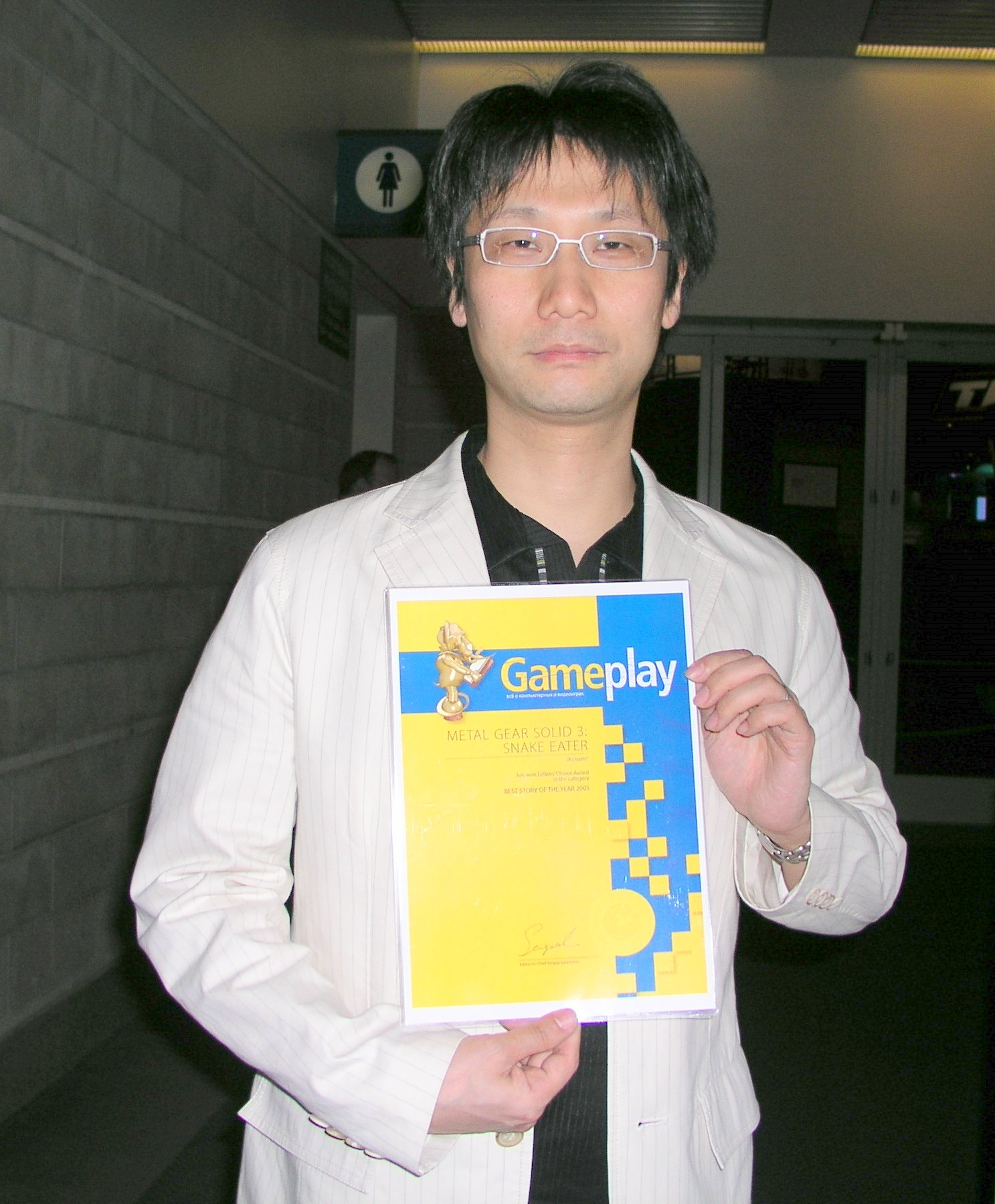
Kojima a l'E3 2006 amb un premi de la revista Gameplay al millor argument de l'any, 2005

Des del seu llançament el 2004, el joc ha rebut nombrosos premis. Entre els més destacats s’inclouen “el millor joc d’acció” i “la millor trama”" i "el millor ús de so de PS2" als premis "Millor del 2004" de IGN i "millor història", "millors efectes de so" i el "millor personatge nou" als premis Game of the Year 2004 de GameSpot. Va quedar subcampió de les categories "Millor joc d'aventura d'acció", "Millors gràfics, artística" i "Millor música original" de GameSpot.
La banda sonora de Snake Eater va guanyar la "Millor cançó vocal original - Pop" del Game Audio Network Guild a la Game Developers Conference a l'agost del 2005, mentre que el mateix joc va guanyar el premi al "Millor joc de PS2" a la Game Convention del 2005 a Alemanya. David Hayter, la veu de Snake, va ser nominat per al Interactive Achievement Award (ara conegut com a D.I.C.E. Awards) per a "Assoliment destacat en la interpretació de personatges: masculí", i Metal Gear Solid 3: Snake Eater va ser nominat al "Joc de consola d'acció / aventura de l'any".

### Llegat
Snake Eater es va desenvolupar com una preqüela de tota la saga Metal Gear, i va ser seguit de diverses seqüeles directes: Metal Gear Solid: Portable Ops, Metal Gear Solid: Peace Walker, Metal Gear Solid V: Ground Zeroes, i Metal Gear Solid V: The Phantom Pain. El 2011, Kojima va revelar que va fer sorgir la idea d'un Metal Gear Solid 5 ambientat durant la invasió de Normandia en la Segona Guerra Mundial, mostrant l'assistència de la Unitat Cobra i The Boss en la lluita. No obstant això, l'equip dubtava d'un projecte tan gran i Kojima va considerar que "simplement deixar caure MGS5 als membres del personal més jove era una mica pesat". Encara que el final de Metal Gear Solid 3 revela que Naked Snake va rebre el títol de Big Boss, Kojima va afirmar que "encara no és el Big Boss". Amb Metal Gear Solid: Peace Walker, volia explicar com Naked Snake es va convertir en l'home que va aparèixer als jocs originals de "Metal Gear" com a enemic de Solid Snake.
El joc ha estat inclòs en diverses llistes de "El millor de ..." de publicacions de videojocs. El 2009, IGN va col·locar Subsistence al número 3 de la llista "Els 25 millors jocs de tots els temps de PS2". GamePro va posar Snake Eater i Subsistence al vuitè lloc de la seva llista de "Els 36 millors jocs de PS2" el 2010. Aquell mateix any, IGN va classificar Snake Eater 2n de la seva llista dels "100 millors jocs de PlayStation 2", i va dir que tenia "la millor història de la franquícia." Al 2013, GamesRadar va situar el joc al número 22 de la llista "Els 100 millors jocs de tots els temps". Aquell mateix any, la trama del joc es va classificar en el 10è lloc de la llista de GamesRadar de "Les millors trames de videojocs de la història". El 2015, el joc va ocupar el segon lloc a la llista "Els 15 millors jocs des del 2000" de USgamer.

## Llançaments
Snake Eater va ser publicat primer a l'Amèrica del Nord; la versió japonesa va ser retinguda durant un mes. La versió japonesa conté diverses patrons de camuflatge addiccionals per descarregar que no eren disponibles per a la versió americana, alguns només podien ser descarregats des del CD de la banda sonora de Metal Gear Solid 3. Una versió limitada com a "premium package" de Snake Eater va ser llançada juntament amb la versió estàndard al Japó. El "premium package" ve amb un DVD amb tots els tràilers promocionals vistos abans del llançament del joc (incloent un video de prova de concepte mostrat internament dins de Konami), dos fulletons i un model pintat a escala 1/144 del Shagohod. Es va lliurar un CD especial d’edició limitada a aquells que van preordenar la versió japonesa de Snake Eater, que incloïa diverses pistes de la banda sonora del joc, així com estalvis de pantalla d'ordinador i camuflatge addicional per al joc principal. El paquet de pre-reserva permetia als usuaris de telèfons mòbils accedir a un lloc especial amb descàrregues d'imatges i música.
Per a la versió europea, Konami va afegir diverses funcions noves, inclosa la dificultat "European Extreme", un "demo theater" que permet als jugadors veure totes les escenes de tall en qualsevol moment després de veure-les durant el joc principal, i un mode Duel, on els jugadors poden reproduir les batalles d'enemics finals del joc principal, a més de pintures facials addicionals basades en banderes europees i dos nous nivells "Snake vs. Monkey". La majoria dels patrons de camuflatge descarregables que estaven disponibles per a la versió japonesa també es van llançar per a la versió europea, amb només algunes excepcions.

### Subsistence
Metal Gear Solid 3: Subsistence es va estrenar al Japó el 22 de desembre de 2005, més tard a l'Amèrica del Nord el 14 de març de 2006, a Europa el 6 d’octubre del 2006 i a Austràlia el 13 d’octubre del 2006. Subsistence continua la tradició de la sèrie Metal Gear Solid de versions ampliades de seguiment. Mentre que les versions anteriors, com ara Metal Gear Solid: Integral i Metal Gear Solid 2: Substance incloïa missions de desafiament d’habilitats i/o missions de trama derivada, Subsistence defuig de les missions extra d'un sol jugador per incloure ports dels dos primers jocs de la sèrie, Metal Gear i Metal Gear 2: Solid Snake (amb aquest darrer localitzat oficialment per primera vegada), un nou mode en línia competitiu i una càmera totalment 3D controlada per l'usuari a la part principal del joc. A causa de tot el contingut addicional que es va afegir, l'edició Subsistence es va dividir en dos discos: el primer disc només conté el joc principal (inclòs el visor de les escenes de tall), mentre que el segon disc inclou el mode multijugador en línia i la resta de contingut suplementari.
El mode multijugador en línia de Subsistence, anomenat Metal Gear Online, consisteix en cinc modes de joc estil torneig, cadascun amb una capacitat de fins a vuit jugadors. Aquest mode enfronta els jugadors, cadascun jugant com a soldat genèric l'un contra l'altre en batalles deathmatch i variacions de captura la bandera, utilitzant etapes, objectes, maniobres i unitats (com ara la Unitat KGB, GRU o Ocelot) del joc principal. Depenent de la configuració del servidor, cada ronda del jugador amb millor puntuació de cada unitat assumeix automàticament el paper d’un dels personatges principals (o Reiko Hinomoto de Rumble Roses), juntament amb habilitats i/o objectes únics. Per exemple, el jugador més puntuat de l'equip del GRU assumiria el paper del major Raikov, líder del GRU, la propera ronda. El servei de Metal Gear Online de Konami per la PlayStation 2 va tancar al Japó el 26 de desembre de 2006, seguit d'Amèrica del Nord el 2 d'abril de 2007 i d'Europa el 30 d'octubre de 2007, tot i que una comunitat de fans l'ha revifat emulant els servidors. Com es va assenyalar anteriorment, el mode en línia, després que un dels jugadors desbloquegés un nom en clau d'un animal, també permetia al jugador jugar com a Reiko Hinomoto o Rowdy Reiko de Rumble Roses (segons si el jugador en qüestió era a l'equip vermell o a l'equip blau, respectivament). D'acord amb el creador de la sèrie Metal Gear, Hideo Kojima, va afegir els personatges al joc com a personatges secrets en part a causa d'una oportunitat comercial: anteriorment Kojima se li havia ofert un acord amb el productor de Rumble Roses, Akari Uchida, per fer un encreuament entre Metal Gear i Rumble Roses. No obstant això, l'equip de desenvolupament de Metal Gear en aquell moment es va negar a treballar amb ells. Kojima finalment va acceptar l'oferta en intentar decidir sobre personatges secrets per al mode en línia per Subsistence per lligar els extrems solts. També va admetre que originalment va considerar oferir a Tomonobu Itagaki, en aquell moment el productor de la sèrie de jocs de lluita de Tecmo Dead or Alive, l’oportunitat d’utilitzar un dels seus personatges com a personatge secret.
A més dels jocs antics i el mode en línia, Subsistence inclou moltes de les funcions que es van introduir a les versions japoneses i europees. Inclou dissenys extra de camuflatge i pintura facial descarregables i etapes "Snake vs. Monkey" anteriorment exclusiu de la versió europea, el nivell de dificultat 'European Extreme', escenes de paròdia i tràilers del lloc web oficial, i connectivitat amb Metal Gear Acid 2. La versió japonesa també inclou un URL per a un lloc web ocult que permet la descàrrega de OtaClock, un programa de rellotge de PC i Mac que inclou el personatge recurrent de la sèrie Metal Gear Solid Otacon. Aquest lloc web ja està disponible públicament.
Les còpies de la "Limited Edition" de Subsistence també inclouen Existence, les escenes del joc es van editar en una llargmetratge de tres hores i mitja amb escenes addicionals i so remasteritzada. El paquet de "Limited Edition" de l'Amèrica del Nord només estava disponible per als consumidors que el van preordenar abans del llançament del joc. L'edició de tres discos és la versió estàndard de Subsistence a Europa per compensar el seu llançament posterior a la regió.
Un DVD de video documental addicional anomenat Metal Gear Saga Vol. 1 va ser empaquetat amb les pre-reserves de Subsistence a l'Amèrica del Nord i amb la republicació europea en Platinum de Snake Eater estrenat a Alemanya el 23 de març del 2006. El disc inclou una featurette amb una durada de 30 minuts en cinc parts sobre tota la sèrie Metal Gear intercalat amb una entrevista de Hideo Kojima, així com tràilers de diversos jocs de Metal Gear.
Subsistence ha rebut puntuacions de ressenyes marginalment més altes que el Snake Eater original, un 94% de mitjana a Metacritic. Els revisors van comentar que la introducció de la càmera 3D eliminava "l'únic problema de grau A" i fa que el joc se senti "menys restrictiu i més natural." El mode en línia es considera "impressionant per a un joc de PS2", a pesar que "les convencions de joc distintives de [Snake Eater] no es presten del tot a l'experiència de joc d'acció en línia." Subsistence va rebre un premi IGN per al "millor joc en línia" per a PlayStation 2 el desembre del 2006.

### Reedició del 20è Aniversari
Al juliol de 2007, Konami va tornar a publicar tota la línia principal dels jocs de Metal Gear Solid de la PlayStation i PlayStation 2, en el joc de PSP Metal Gear Solid: Portable Ops, individualment i com a part d’una caixa d’edició limitada al Japó que commemora el 20è aniversari del Metal Gear original. Aquesta edició de Metal Gear Solid 3 inclou el primer disc de la versió Subsistence i un nou segon disc que conté només els jocs MSX2 de Metal Gear, sense Metal Gear Online (a causa de la desconnexió dels seus servidors), així com de la resta de contingut que hi havia al segon disc de Subsistence (Snake vs. Monkey, Duel Mode i Secret Theater). El set de caixes similars es va llançar al mercat nord-americà el març del 2008, titulat Metal Gear Solid: The Essential Collection, que inclou el primer disc de Metal Gear Solid 3: Subsistence juntament amb el Metal Gear Solid original i Metal Gear Solid 2: Substance, però no té el segon disc amb els jocs MSX2 de l'edició japonesa del 20è aniversari.

### Nintendo 3DS
Konami i Hideo Kojima van anunciar durant l'E3 2010 una versió del joc per a la nova consola portàtil de Nintendo, Nintendo 3DS, sota el títol de Metal Gear Solid: Snake Eater 3D. En l'E3 2011 Konami va tornar a mostrar un vídeo del joc dient estar prop d'acabar el seu desenvolupament. Aquesta nova versió compta amb interessants millores com l'ús del giroscopi per determinades accions (mantenir l'equilibri en els ponts penjants), la pantalla tàctil per a una selecció més pràctica i ràpida d'accessoris i armes, o fins i tot l'ús de la càmera fotogràfica per canviar les textures del vestuari de Snake.
També compta amb la compatibilitat de l'accessori Circle Pad Pro per a més mobilitat en els controls del joc.

### Reedició HD
En l'E3 de 2011 va ser anunciat el Metal Gear Solid HD Collection, el qual es troba a la venda a Amèrica des del 8 de novembre de 2011 que inclou, juntament amb noves versions HD de Metal Gear Solid 2: Sons of Liberty i Metal Gear Solid: Peace Walker, una versió HD de Metal Gear Solid 3: Snake Eater, tots funcionant a 60 fps. Disponible per a les consoles PlayStation 3 i Xbox 360, i aquesta edició HD es basa en Metal Gear Solid 3: Subsistence però l'única versió que es basa molt millor és la versió de PS3, la qual es basa en la versió de PS2.
A principis de 2012 es va llançar la versió d'aquest joc per a PlayStation Vita.